# Бело-Безводное
Бело-Безводное — озеро в Зеленодольском районе Татарстана на территории Раифского участка Волжско-Камского заповедника.

## География
Озеро Бело-Безводное — проточный водоём карстового происхождения с пологими берегами. Расположено около села Бело-Безводное Зеленодольском районе Татарстана в озеровидном расширении долины среднего течения реки Сумка. Водоём имеет сложную форму. Длина озера 564 м, максимальная ширина 180 м. Площадь зеркала 7,06 гектар. Средняя глубина достигает 2 м, максимальная глубина 4 м.

## Гидрология
Объём озера 300 тыс. м³. Питание смешанное, грунтовое и речное. Вода зелёного цвета с болотным запахом, жёсткостью менее 1 ммоль/л, минерализацией 437 мг/л, прозрачность 20 см. Химический тип воды гидрокарбонатно-магниевый.

## Хозяйственное использование
- Водоём используется для хозяйственно-бытовых нужд.
- Постановлением Совета Министров Татарской АССР от 10 января 1978 г. № 25 и постановлением Кабинета Министров Республики Татарстан от 29 декабря 2005 г. № 644 признана памятником природы регионального значения